# Milton Morales Grillo
Milton Morales Grillo (Oporapa, 1960) es un pintor, escultor y gestor cultural colombiano. Famoso artista plástico que fundamenta su obra en el arte abstracto.
Estudió en la Universidad Nacional de Bogotá, el instituto de Arte de Cali y Fundación Karrvaz en Albacete de España. Se graduó con honores en la Universidad del Rosario de Bogotá en la especialización de Gestión Cultural y recibió la tarjeta profesional de artista plástico emitida por el Ministerio de Educación Nacional de Colombia.

## Obra
La pintura como escultura de Morales Grillo es caracterizada por mezclas, texturas, colores fuertes donde predominan básicamente tonos amarillos, azules, rojos y verdes en una novedosa técnica que el artista ha denominado "chorreado controlado". Aunque su trabajo más reconocido es expresionista abstracto, se le distingue además por sus retratos y paisajes expresados con trazos modernos, vanguardistas y coloridos propios de su estilo.
La obra de Milton Morales ha sido objeto de análisis de críticos, artistas, escritores como Benhur Sánchez Suárez, Patricio Andrey Polania, Miguel Darío Polanía Rodríguez, Eliane Lhoste, Winston Morales Chavarro, Luis Fernández, Sterling Kiomuri, Francisco Arroyo Ceballos, Ernesto Ríos Rocha entre otros.  

## Monumentos
- 2018 - Mural "Colores de mi Tierra", Cámara de Comercio, Pitalito Huila - Colombia.[11][12][13][14]

- 2017 - Monumento "Homenaje a mi Tierra", Frente al templo de Oporapa Huila – Colombia.[15]

- 2009 - Monumento "Gemelas Danzantes", Terminal de transportes, Pitalito Huila - Colombia.[16][17]

## Gestión cultural
Además de su labor como pintor y escultor, Morales Grillo desarrolla gestión cultural a través de la realización cada año del tradicional Festival Internacional de Pintura Ciudad de Laboyos, actividad que se realiza desde el año 2008 en la ciudad de Pitalito Huila. Paralelamente a esta actividad promueve el trabajo de artistas huilenses en calendarios de gran formato, exposiciones y otras actividades culturales del orden nacional e internacional.  

## Exposiciones
La obra del artista ha sido expuesta en 169 eventos artísticos durante más de tres décadas en muestras colectivas e individuales alrededor del mundo.
Algunas de ellas:
- 2015 - "Encuentro de dos culturas", Galería Remberto Gil Pérez, Centro Cultural COBAES, Culiacán -México.[31]
- 2017 - "Festival Internacional Arte Sin Fronteras por la paz de Colombia", Museo de Arte Contemporáneo del Huila, MACH, Neiva Colombia.
- 2018 - “Colores del Mundo”, Asociación Cultural Córdoba, Córdoba – España.
- 2018 - “Pensamiento y Reflexión por la Paz”, Casa de la cultura mexicana, Bogotá Colombia.
- 2018 – “Fiesta de paz Brasil”, Secretaria de Cultura, Gramado Brasil.
- 2018 – “Miniarte ilusión” versión 32º, Gravura Galería, Porto Alegre – Brasil.
- 2018 – “Primer festival internacional de fotografía”, Museo de Arte Contemporáneo del Huila MACH, Neiva -  Colombia.
- 2018 - "Fiesta y tradición viva del día de muertos", Galería de arte Frida Kahlo, Culiacán - México.
- 2019 - "III Bienal de Génova", Galería Satura Palazzo Stella, Génova - Italia.[32]
- 2023 - "1a – Bienal Internacional de Arte", Federación Mundial Gestores Culturales,  Culiacán – México.[33]
- 2024 - "Bienal Micro-Arte Visiones Contemporáneas", Universidad Surcolombiana, Neiva - Colombia.[34]

## Logros
A lo largo de casi cuatro décadas como artista plástico, Morales Grillo ha sido merecedor de premios, y reconocimientos de los cuales se destacan:
- 2017 - Mención, Festival Internacional de Arte sin fronteras por la Paz de Colombia, Museo de Arte Contemporáneo del Huila, neiva huila Colombia. vida y obra, Concejo Municipal de Pitalito, Huila –  Colombia.
- 2013 - Exaltación vida y obra, Concejo Municipal de Pitalito, Huila –  Colombia.
- 2010 - Exaltación, Asamblea departamental del Huila, Neiva Huila –  Colombia.
- 2008 - Primer Premio Internacional Artes Plásticas en Pintura, Antonio Gualda – España.
- 2008 - Premio a las Artes categoría internacional, otorgado por la Fundación Valentín Ruiz Aznar, Memorial Lucía Martínez, Granada – España.
- 2006 - Premio de la V Bienal de Arte Contemporáneo,  Galería de las Naciones arte Internacional, Buenos Aires – Argentina
- 2004 - Mención de honor por el gobierno departamental, del Huila, Neiva Colombia.
- 1999 - Mención de Honor, entregado por la administración del municipio de Pitalito, Pitalito, Huila – Colombia.
- 1998 - Escudo de la ciudad, símbolo entregado por administración municipal, Pitalito, Huila – Colombia.

Morales Grillo está radicado en Pitalito, al sur de Colombia, ciudad donde permanece activo en la producción de obras públicas y privadas como también de la promoción de actos culturales vinculados con organismos multiculturales del orden internacional como Arte sin fronteras por la Paz, Organización Mundial de Artistas Integrados del cual es miembro fundador.  En 2012, crea en asocio a su hija, Carolina Morales Cubillos, la Fundación Cultural Artistas por el Mundo, entidad sin ánimo de lucro que busca aportar profesional e intelectualmente al desarrollo, crecimiento y promoción de artistas locales y extranjeros, a través de acciones y eventos culturales de alto impacto, al interior y fuera de Colombia.